# Исламский календарь
Исла́мский календа́рь, также мусульма́нский календа́рь — лунный календарь, используемый мусульманами для определения дат религиозных праздников. До 2016 года использовался также как официальный календарь в Саудовской Аравии. Летоисчисление ведётся от Хиджры (16 июля 622 года н. э.) — даты переселения пророка Мухаммеда и первых мусульман из Мекки в Медину. Поэтому в мусульманских странах календарь называют календарём Хиджры (араб. ٱلتَّقْوِيم ٱلْهِجْرِيّ‎, ат-таквим аль-хиджри, краткое обозначение на письме هـ‎).

## Структура календаря
Сутки, согласно мусульманскому календарю, начинаются в момент захода солнца, а не в полночь, как в григорианском календаре. Началом месяца считается неомения, то есть тот день, когда серп Луны можно видеть в вечерние сумерки впервые после новолуния. Обычно неомения наступает через 1—3 дня после новолуния.
Продолжительность синодического месяца составляет в среднем приблизительно 29,53 суток, поэтому в месяце исламского календаря может быть 29 или 30 дней. Если Луна видна на небе вечером после 29-го дня, то наступающие сутки считаются первым днём нового месяца. Если Луны не видно, то новые сутки являются 30-м днём текущего месяца. Добавочные дни месяца запрещаются, кроме единственного дня, служащего для удержания новолуния вблизи 1-го числа месяца. Этот день включается в месяц зуль-хиджа.
Хотя дату новолуния можно рассчитать весьма точно, действительную видимость полумесяца предсказать гораздо сложнее. Это зависит от таких факторов, как погода, оптические свойства атмосферы и географическое положение наблюдателя. Поэтому сложно заранее предсказать, когда начнётся новый месяц. Кроме того, продолжительность синодического месяца может быть более, чем на шесть часов короче или длиннее его среднего значения, поэтому неомения может наступить как днём раньше, так и днём позже относительно средней ожидаемой даты начала видимости Луны.
В настоящий момент существуют два подхода к вопросу определения начала месяца. В некоторых странах наступление нового месяца определяют по фактической видимости молодой Луны. Наблюдение лунного серпа должны засвидетельствовать как минимум два заслуживающих доверия мусульманина. Однако в большинстве исламских стран пользуются астрономическими правилами, которые позволяют рассчитать наступление неомении заранее. В разных странах используются разные правила. Из-за отсутствия общих правил сочетание значений числа, месяца и года само по себе не является однозначным указанием на конкретный день. Поэтому для устранения неоднозначности требуется также указывать и день недели.
Год в исламском календаре состоит из 12 месяцев и содержит 354 или 355 дней. В разных странах используют различные циклы чередования обычных (содержащих 354 дня) и високосных (355 дней) лет. Необходимость введения високосных лет объясняется тем, что длительность 12 синодических месяцев не равна в точности 354 дням. «Арабский цикл» состоит из 30 лет: 19 обычных по 354 дня и 11 високосных по 355 дней. Високосные годы 2, 5, 7, 10, 13, 16,18, 21, 24, 26, 29-й. «Турецкий цикл» состоит из 8 лет. Високосные годы 2, 5, 7. Дополнительный день добавляется к последнему месяцу.

Так как продолжительность года исламского календаря на 10 или 11 дней меньше солнечного года, его месяцы довольно быстро смещаются относительно сезонов. Например, те месяцы, которые в какое-то время приходятся на лето, через некоторое время будут приходиться на зиму и наоборот.

## Месяцы
1. Мухаррам (محـرّم‎) — первый месяц лунного календаря. В арабском языке слово мухаррам означает также «запретный», «запрещённый». В этот месяц года не разрешалось вести военные действия и походы.
2. Сафар (صفـر‎) — «жёлтый». По одной из версий, это название осеннего месяца, когда растения желтеют и увядают.
3. Раби аль-авваль (ربـيع الأول‎) — третий месяц лунного календаря. Хотя в современном арабском раби означает «весну», в древности так называлась «осень». Этот месяц также был осенним.
4. Раби ас-сани (ربـيع الـثاني‎ или ربـيع الآخر‎) — «второй раби».
5. Джумада аль-уля (جمادى الأولى‎) — пятый месяц лунного календаря. Слово джумада происходит в арабском языке от того же корня, что и глагол «застывать, замерзать». Это был зимний месяц.
6. Джумада ас-сани (جمادى الـثاني‎), или джумада аль-ахира (جمادى الآخرة‎) — «засушливый».
7. Раджаб (رجب‎) — седьмой месяц лунного календаря. Слово раджаб в арабском языке имеет тот же корень, что и глагол «бояться». Раджаб — месяц воздержания от походов и военных действий.
8. Шабан (شعـبان‎) — от глагола «разделяться». В этот месяц племена отправлялись в походы.
9. Рамадан (رمضان‎) — от глагола «быть раскалённым». В этот месяц солнце раскаляло землю и выжигало растительность.
10. Шавваль (شوال‎) — от глагола «сниматься с места». Шавваль — месяц кочевий.
11. Зу-ль-када (ذو الـقـعـدة‎) — от глагола «сидеть, находиться на месте». Зу-ль-када — месяц стоянок.
12. Зу-ль-хиджа (ذو الحجّة‎) — от глагола «совершать паломничество».

В разных источниках транслитерация названий месяцев исламского календаря на русский язык может различаться.

### Запретные месяцы
Запретные месяцы (الأشهر الحرم‎) — месяцы исламского календаря, в которые в доисламские времена нельзя было убивать, вести войны и охотиться вокруг Каабы. Таких месяцев четыре: зуль-када, зуль-хиджа, мухаррам и раджаб. Запретные месяцы в исламе считаются священными.
Причиной запрета было стремление обезопасить паломников, прибывавших к Каабе и обеспечивавших высокую торговлю и большие прибыли. В случае неизбежности войны арабы-язычники отодвигали «запретный» месяц назад или вперёд и спокойно вели войну. В первые годы истории ислама мусульмане также придерживались этого запрета. Однако во втором году после хиджры (переселения в Медину) в конце месяца раджаб посланный в Нахлю разведывательный отряд мусульман нарушил запрет и напал на караван мекканцев. В сражении с мусульманами был убит Амр ибн аль-Хадрами, а двое других его спутников были пленены. Мекканские язычники обвинили мусульман в нарушении общепринятых законов, однако спустя некоторое время Аллах ниспослал пророку Мухаммеду 217 аят суры Аль-Бакара, дозволяющий сражаться в запретный месяц.
Исламские правоведы (факихи) считают, что нельзя первыми начинать военные действия во время запретных месяцев, но разрешено продолжать и завершать их, если они начались в другое время. Запрет не касается случая, когда враг вторгся на территорию страны с целью агрессии.

## Дни недели
Дни недели:
| День недели | Арабское название | Транслитерация   | Значение       | Примечание                                                                                         |
| ----------- | ----------------- | ---------------- | -------------- | -------------------------------------------------------------------------------------------------- |
| Воскресенье | يوم الأحد         | Йаум аль-Ахад    | первый день    | |
| Понедельник | يوم الإثنين       | Йаум аль-Иснайн  | второй день    | День желательного поста.                                                                           |
| Вторник     | يوم الثلاثاء      | Йаум ас-Суласа́‘  | третий день    | |
| Среда       | يوم الأربعاء      | Йаум аль-Арби’а́‘ | четвёртый день | |
| Четверг     | يوم الخميس        | Йаум аль-Хами́с   | пятый день     | День желательного поста.                                                                           |
| Пятница     | يوم الجمعة        | Йаум аль-Джум’а  | день собрания  | День обязательной коллективной молитвы мусульман. В исламских странах этот день является выходным. |
| Суббота     | يوم السبت         | Йаум ас-Сабт     | день отдыха    | |

## Формула приближённого перевода
- 1 мухаррам 1435 г. — 5 ноября 2013 года
- 1 мухаррам 1436 г. — 25 октября 2014 года
- 1 мухаррам 1437 г. — 14 октября 2015 года
- 1 мухаррам 1438 г. — 2 октября 2016 года
- 1 мухаррам 1439 г. — 22 сентября 2017 года
- 1 мухаррам 1440 г. — 11 сентября 2018 года
- 1 мухаррам 1441 г. — 1 сентября 2019 года
- 1 мухаррам 1442 г. — 20 августа 2020 года
- 1 мухаррам 1443 г. — 10 августа 2021 года
- 1 мухаррам 1444 г. — 30 июля 2022 года
- 1 мухаррам 1445 г. — 19 июля 2023 года
- 1 мухаррам 1446 г. — 7 июля 2024 года
- 1 мухаррам 1447 г. — 26 июня 2025 года

Приближённый перевод дат:
Приближённый перевод дат с исламского календаря на григорианский осуществляется по следующей формуле:
Г = И + 622 − [И / 33]
где Г — григорианский календарь, И — исламский календарь, квадратные скобки означают, что берётся целая часть частного.
Например, 1410 год по мусульманскому календарю соответствовал Г = 1410 + 622 − [1410 / 33] = 1989 году. Данная формула может дать погрешность в один год.
Формула для обратного перевода:
И = Г − 622 + [(Г — 622) / 32].

## Совпадение даты с григорианским календарём
Так как календарный год в исламском календаре приблизительно на 10 суток короче года григорианского календаря, то за каждое тысячелетие разность между календарями сокращается примерно на 27 лет. Так, 1—15 мая 20874 года дни приблизительно будут совпадать с 1—15 джумада-аль-уля 20874 года. В обоих случаях имеется в виду пятый месяц года. Первое событие, когда годы календарей совпадут, произойдёт 28 декабря 20841 года = 1 Мухаррам 20841 года, последнее — 15 марта 20900 года = 29 Зуль-хиджа 20900 года. С 1 Мухаррам 20901 года (16 марта 20900 года) на девять с небольшим месяцев раньше в исламском календаре начнётся 210 век.